# Knut Johan Ångström
Knut Johan Ångström (Uppsala, 12 gennaio 1857 – Uppsala, 4 marzo 1910) è stato un fisico svedese, figlio di Anders Jonas Ångström.

## Biografia
Insegnante di fisica all'Università di Uppsala dal 1896 e membro dell'Accademia svedese dal 1893, è noto per le sue ricerche sulla radiazione solare, la radiazione termica proveniente dal Sole e il suo assorbimento da parte dell'atmosfera terrestre. Per le sue ricerche, Knut escogitò diversi metodi e strumenti delicati, compreso il pireliometro a compensazione elettrica, inventato nel 1893, con cui determinò la costante solare, e un apparato per ottenere una rappresentazione fotografica dello spettro infrarosso, nel 1895.